# Погані хлопці назавжди
«Погані хлопці назавжди» (англ. Bad Boys for Life) — комедійний бойовик 2020 року режисерів Аділя Ель Арбі та Білала Фалла.

## Синопсис
Детективи з Майамі Майк Лоурі та Маркус Бернетт мають протистояти парі наркобаронів — матері та сину, які сіють мстивий хаос у своєму місті.

## У ролях
| Актор               | Роль                       |
| ------------------- | -------------------------- |
| Вілл Сміт           | Майк Лоурі                 |
| Мартін Ловренс      | Маркус Бернетт             |
| Ванесса Гадженс     | Келлі                      |
| Александр Людвіг    | Дорн                       |
| Чарльз Мелтон       | Рейф                       |
| Джо Пантоліано      | Конрад Говард              |
| Джейкоб Скіпіо      | Армандо Аретас             |
| DJ Khaled           | Менні                      |
| Нікі Джем           | Лоренцо 'Zway-Lo' Родрігес |
| Кейт дель Кастільйо | Ізабель Аретас             |
| Тереза Рендл        | Тереза Бернетт             |
| Денніс Грін         | Реджі                      |
| Массі Фурлан        | Лі Таглін                  |
| Паола Нуньєс        | Рита                       |
| Мессі Сципіон       | Армандо                    |
| Майкл Бей           | весільний MC               |

## Створення фільму

### Виробництво
У серпні 2009 Columbia Pictures найняла Пітера Крейга для написання сценарію фільму «Погані хлопці назавжди». У січні 2018 стало відомо, що режисерами третьої частини стали Аділь Ель Арбі та Білал Фалла. Фільмування стрічки були заплановані на період листопад 2018 — березень 2019 року в Маямі та Атланті. Фільмування розпочались 7 січня 2019 року в передмісті Атланти. У квітні того ж року фільмування проходили в Маямі.

### Творча група
- Кінорежисер — Аділь Ель Арбі, Білал Фалла
- Сценарист — Джо Карнахан, Девід Гуггенхейм, Ентоні Тамбакіс
- Кінопродюсер — Джеррі Брукгаймер, Даг Белград
- Композитор — Робрехт Гейверт
- Кіномонтаж — Брюс Б. Пірс
- Художник-постановник — Джон Біллінгтон
- Артдиректор — Джордан Крокетт, Алекс Мак-Керролл
- Художник-декоратор — Лорі Мазуер
- Художник-костюмер — Даяна Пінк[8]